# Xtra Cars
Die Xtra Cars Ltd. war ein britischer Hersteller von Cyclecars.

## Unternehmensgeschichte
Das Unternehmen wurde im September 1921 in Chertsey, Surrey gegründet. Im Mai 1922 begann die Produktion von dreirädriges Cyclecars, konstruiert von Cuthbert Clarke. Der Markenname lautete Xtra. Im Mai 1924 wurde die Xtra Cars Ltd. auf Wunsch des Inhabers liquidiert und im Juli 1926 abgewickelt.

## Fahrzeuge
Im Angebot stand zunächst nur das Xtra Monocar. Dies war ein Einsitzer mit einem kleinen Einzylindermotor.
Im November 1922 ergänzte der Xtra Sociable das Sortiment. Dieses Fahrzeug bot zwei Sitze nebeneinander. Zur Wahl stand neben dem bekannten Einzylindermotor auch ein größerer und stärkerer V2-Motor.